# HD 214810
HD 214810 è una stella di magnitudine 6,31 situata nella costellazione dell'Aquario. Dista 109 anni luce dal sistema solare.

## Osservazione
Si tratta di una stella situata nell'emisfero celeste australe, ma molto in prossimità dell'equatore celeste; ciò comporta che possa essere osservata da tutte le regioni abitate della Terra senza alcuna difficoltà e che sia invisibile soltanto molto oltre il circolo polare artico. Nell'emisfero sud invece appare circumpolare solo nelle aree più interne del continente antartico. Essendo di magnitudine pari a 6,3, non è osservabile ad occhio nudo; per poterla scorgere è sufficiente comunque anche un binocolo di piccole dimensioni, a patto di avere a disposizione un cielo buio.
Il periodo migliore per la sua osservazione nel cielo serale ricade nei mesi compresi fra fine agosto e dicembre; da entrambi gli emisferi il periodo di visibilità rimane indicativamente lo stesso, grazie alla posizione della stella non lontana dall'equatore celeste.

## Caratteristiche fisiche
La stella è una bianco-gialla di sequenza principale ed è un sistema stellare formato da due componenti. La componente principale A è una stella di magnitudine 6,31. La componente B è di magnitudine 7,4, separata da 0,2 secondi d'arco da A e con angolo di posizione di 124 gradi. Nel loro catalogo di stelle binarie Tokovinin e colleghi hanno stimato il periodo orbitale in 27 anni, tuttavia Docobo et al. nel 2016 hanno proposto una soluzione a lungo periodo di 54 anni, in linea con la pubblicazione di Malkov e colleghi nel 2012, per una massa del sistema di 2,5 M⊙. Le due componenti hanno masse circa 1,3 e 0,9 volte quella del Sole.